# Acanthizidae
Acanthizidae là một họ chim trong bộ Passeriformes. Trong HBW-13 họ này được sáp nhập vào trong họ Pardalotidae.

## Phân loại học
Họ Acanthizidae
- Phân họ: Sericornithinae
  - Chi: Pycnoptilus
  - Chi: Origma
  - Chi: Oreoscopus
  - Chi: Crateroscelis
  - Chi: Sericornis
  - Chi: Acanthornis
  - Chi: Hylacola
  - Chi: Calamanthus
  - Chi: Pyrrholaemus
  - Chi Chthonicola
- Phân họ: Acanthizinae
  - Chi: Smicrornis
  - Chi: Gerygone
  - Chi: Acanthiza
  - Chi: Aphelocephala

## Hình ảnh

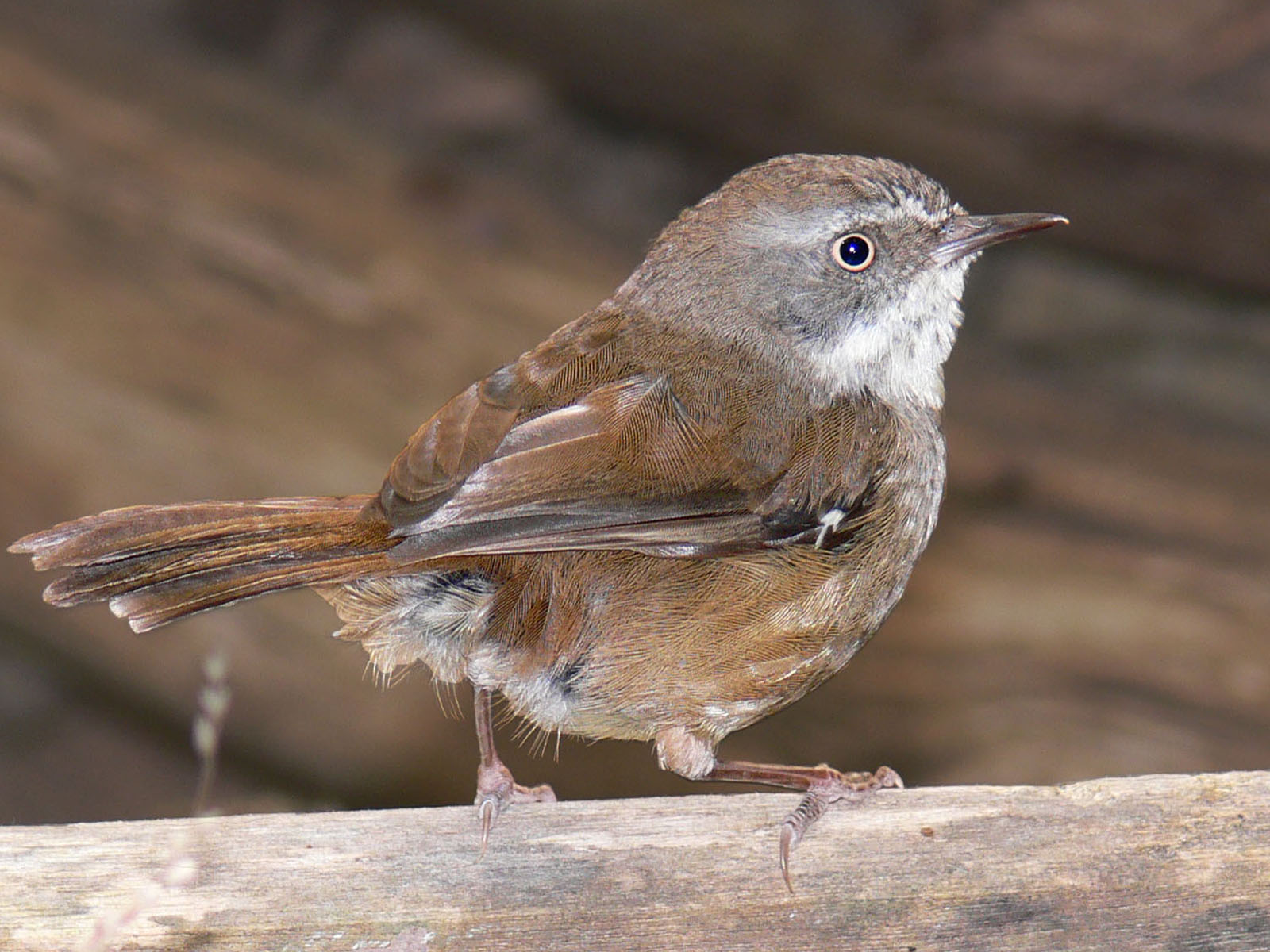
Sericornis frontalis
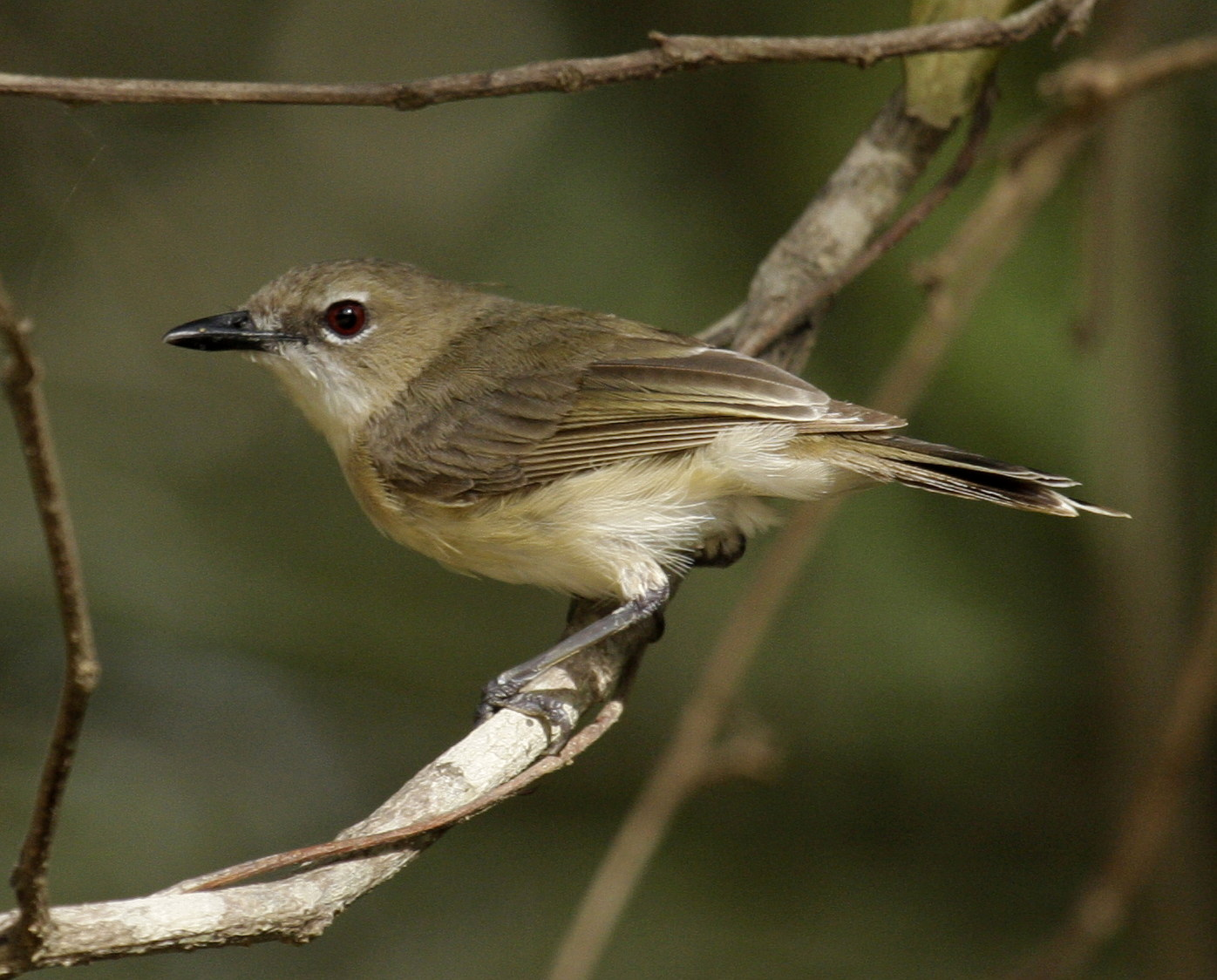
Gerygone magnirostris
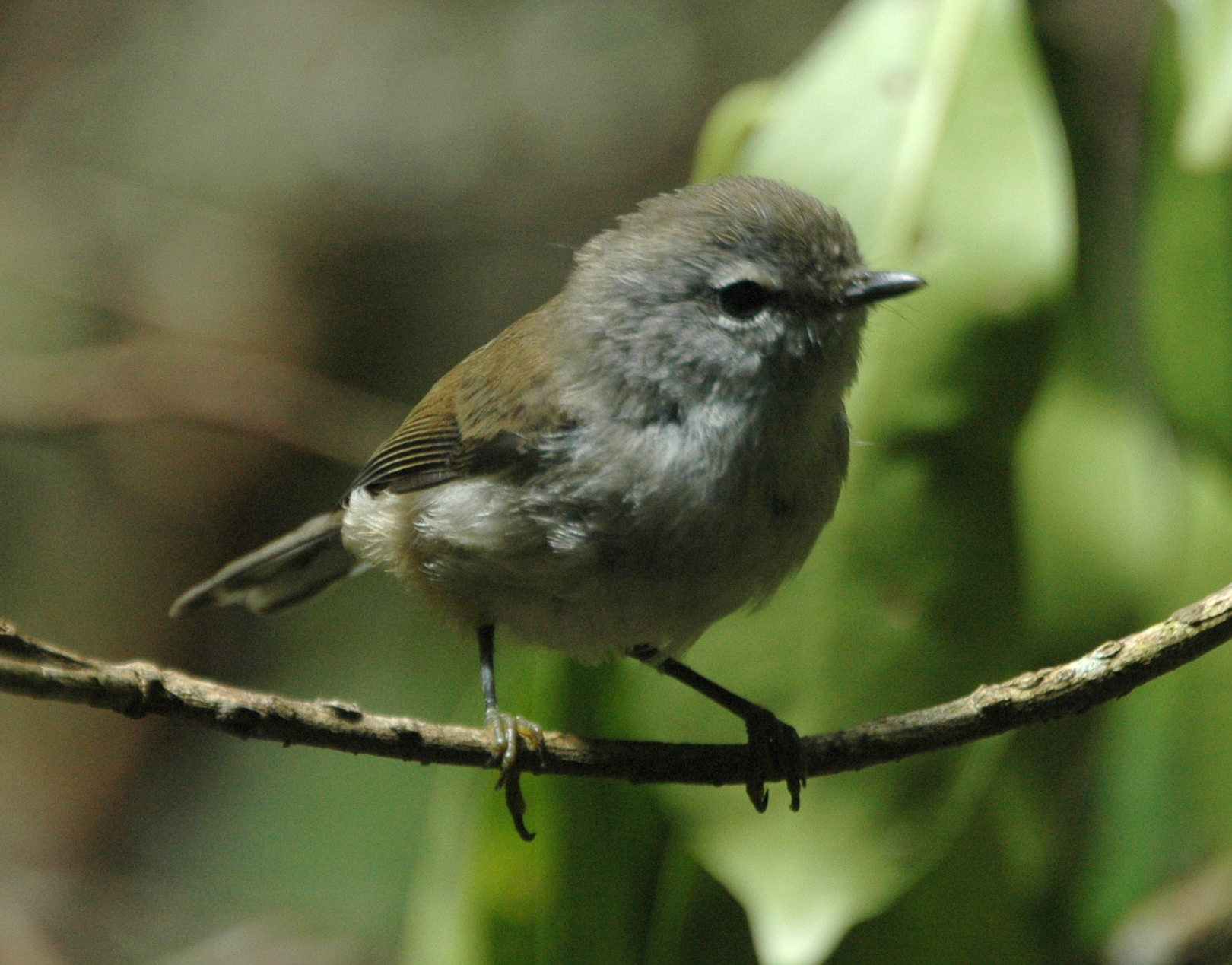
Gerygone mouki
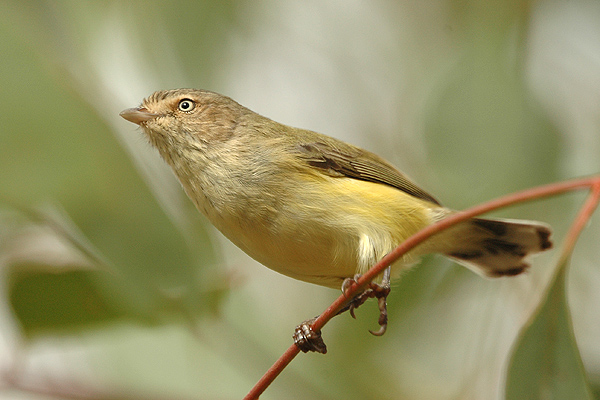
Smicrornis brevirostris
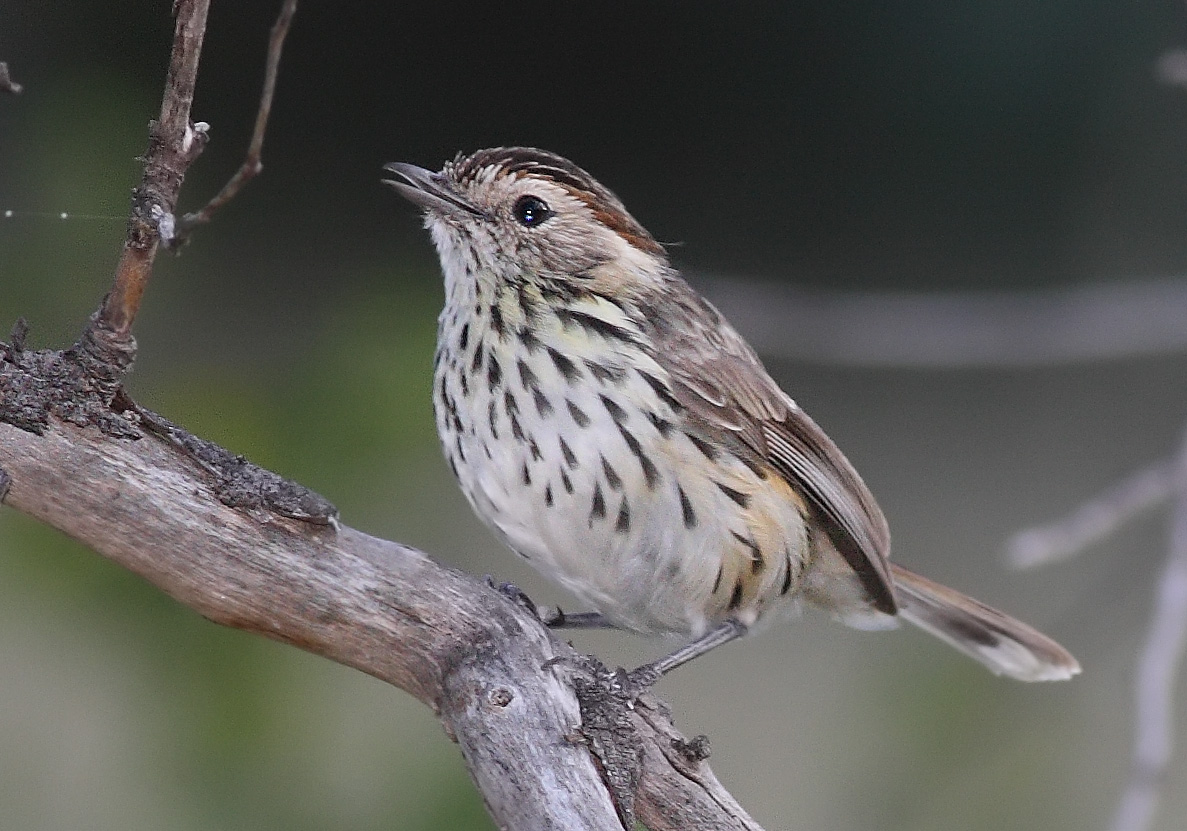
Chthonicola sagittatus
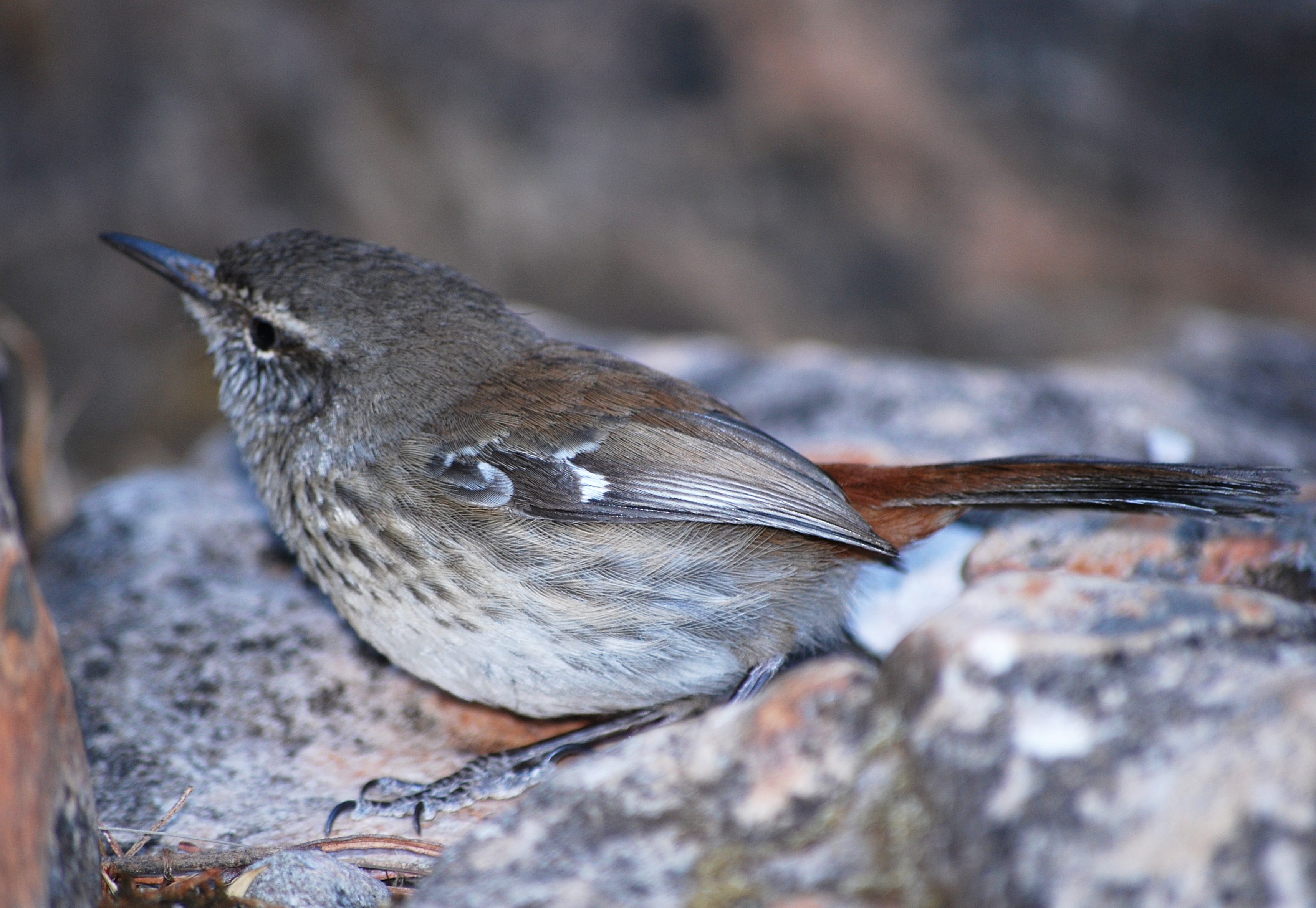
Hylacola cauta
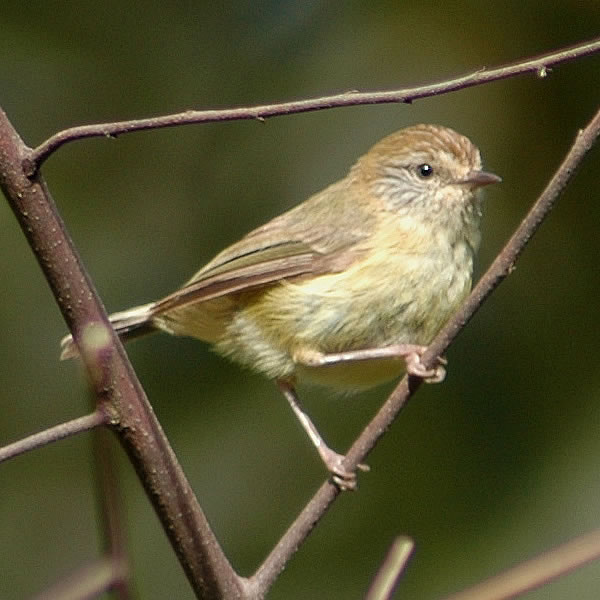
Acanthiza nana